# Bruno Albert Joseph Duplouy
Bruno Albert Joseph Duplouy, né le 31 octobre 1757 à Lille (Nord), mort le 14 août 1817 à Périgueux (Périgueux), est un colonel français de la Révolution et de l’Empire.

## États de service
Il entre en service le 18 avril 1775, comme soldat dans le régiment d'Anjou, devenu 36e régiment d’infanterie de ligne en 1791. Il passe caporal le 3 septembre 1779, sergent le 25 avril 1783, sergent-major le 25 mars 1785, et sous-lieutenant le 12 octobre 1791.
Sa brillante conduite lors des campagnes de 1792 et 1793, lui vaut sa nomination au grade de lieutenant le 9 septembre 1793, et celui d’adjudant major le 1er octobre suivant à la 71e demi-brigade d’infanterie de ligne. Le 9 juillet 1794, il est promu chef de brigade à la 71e demi-brigade d’infanterie de ligne, puis en 1796 à la 92e demi-brigade d’infanterie de ligne, et c’est à la tête de ses régiments, qu’il fait les campagnes de l’an III à l’an X, aux armées de Mayence, de Sambre-et-Meuse, et d’Italie.
Il est blessé à la tête, renversé, foulé aux pieds des chevaux, puis fait prisonnier le 5 avril 1799, à l’affaire de Vérone, et ce malgré la vigoureuse résistance qu’il oppose aux cavaliers ennemis. Libéré le 31 décembre 1799, il reprend le commandement de son régiment, mais sa santé altérée par les fatigues de la guerre, et surtout la suite de ses blessures reçues à Vérone, ne lui permettent plus d’assumer son poste, et le 30 décembre 1800, il est nommé commandant d’armes à La Rochelle. 
Il est fait chevalier de la Légion d’honneur le 26 novembre 1803, et il exerce son commandement jusqu’à sa mise à la retraite le 3 novembre 1814.
Il meurt le 14 août 1817, à Périgueux.

## Sources
- A. Lievyns, Jean Maurice Verdot, Pierre Bégat, Fastes de la Légion-d'honneur, biographie de tous les décorés accompagnée de l'histoire législative et réglementaire de l'ordre, Tome 2, Bureau de l’administration, 1842, 344 p. (lire en ligne), p. 307.
- « Légion d'honneur », base Léonore, ministère français de la Culture
- Léon Hennet, Etat militaire de France pour l’année 1793, Siège de la société, Paris, 1903, p. 86.
- Pierre Marius Dieudonné Mestre, Le général Claparède: sa vie militaire, ses campagnes d'après des documents inédites, P.Dupont, Paris, 1899, p. 104-105-410.